# Movimiento Indígena Popular
Le Mouvement indien Pachakuti (Movimiento Indígena Popular) est un parti politique indianiste bolivien, fondé dans la ville de La Paz le 1er novembre 2000 par le leader paysan Felipe Quispe (né à Ajllata Grande le 22 août 1942), parfois surnommé « El Mallku », un terme qui désigne les chefs de tribus en langue aymara. 

## En Bolivie

### Élections présidentielles de 2002
Lors de l'élection présidentielle de 2002, son candidat Felipe Quispe avait réuni 6,09% des suffrages (169 239 voix), sur son nom ce qui le classait cinquième au niveau national. Le Mouvement indien Pachakuti récolta 17 % dans le fief aymara d'El Alto et 29,8 % dans le département de La Paz, confirmant ainsi sa forte implantation locale.
Felipe Quispe sera peu après élu député mais démissionnera en juin 2004 de son mandat pour se démarquer des autres élus. Il entendait par ce geste dénoncer la corruption. La chambre des députés est en effet dotée de 130 sièges dont 70 pourvus au scrutin uninominal majoritaire à un tour dans autant de circonscriptions électorales, tandis que les 60 sièges restants le sont au scrutin proportionnel plurinominal dans neuf circonscriptions correspondant aux départements du pays, en fonction de leurs populations lors du dernier recensement. Une fois le décompte des suffrages terminé, la répartition des 60 sièges se fait à la proportionnelle sur la base du quotient simple, et les sièges restants selon la méthode du plus fort reste. 

### Élections législatives de 2002
Lors des élections législatives de 2002, le parti avait obtenu 2,2% des suffrages exprimés, remportant 6 des 130 sièges à la Chambre des députés de Bolivie , mais n’avait obtenu aucun siège au Sénat bolivien. La chambre des sénateurs est quant à elle dotée de 36 sièges pourvus au scrutin proportionnel plurinominal dans 9 circonscriptions correspondants aux départements du pays, à raison de 4 sièges par département. La répartition se fait selon la même méthode qu'à la chambre basse.

### Élections de 2005
Le parti a également participé aux élections générales de 2005 avec son candidat Felipe Quispe, mais comme lors de la précédente élection présidentielle, Felipe Quispe a obtenu la cinquième place avec 2,16% des voix (61 948 voix). Lors de ces élections, le parti n'a pu obtenir aucun siège, en plus d'avoir perdu son statut juridique en ne pouvant obtenir le pourcentage minimum de 3% du vote national, requis par la loi électorale . Le parti est dissous le 18 décembre 2005.

## Au Mexique en 2016
Au Mexique, afin que les citoyens originaires des ethnies Nahuatl et Totonac des hauts plateaux du nord-est de l'État connaissent en détail leurs droits, le Mouvement indien populaire (MIP) a organisé un forum intitulé «Culture et droits peuples et communautés autochtones de la municipalité d’Ixtepec ».  Constantino Cabrera Cantero, coordonnateur de la protection intégrée dans la région de Zacapoaxtla, a affirmé que le Mouvement autochtone populaire poursuivra ses efforts pour que les préoccupations et les demandes des peuples de la Sierra du Nord-Est deviennent une réalité et ne restent pas entre les mains des seuls responsables.